# Nicolas Pierre Camus de Pontcarré
Pour les articles homonymes, voir Camus de Pontcarré, Camus et Pontcarré.
Nicolas Pierre Camus de Pontcarré (v. 1667 - 10 décembre 1734 à Paris) est un magistrat français.

## Biographie
Nicolas Pierre Camus de Pontcarré est le fils de Nicolas Camus (1625-1715), seigneur de la Grange Dumidiou et de Pontcarré, conseiller du roi en sa cour de Parlement (1679), et de Marguerite Hélène Durand, fille d’un conseiller du parlement de Paris.
Conseiller au parlement de Paris (1688) et conseiller du roi (1703), il devient maître des requêtes (1691), puis premier président du parlement de Normandie de 1703 à 1730.
En tant que premier président du parlement de Normandie, il concourut puissamment à prévenir la disette, maintint l'ordre au milieu des circonstances les plus critiques, et sauva au péril de ses jours l'intendant de Courson, poursuivi par le peuple comme accapareur.
Il épouse successivement Madeleine Le Boulanger, dame de Viarmes, Marie Françoise Michelle de Bragelongne, Marguerite Jeanne de Boivin de Bonnetot, puis Anne Laisné de La Marguerie. Il est le père de :
- Geoffroy Macé Camus de Pontcarré (1698-1767) lui succède comme premier président du parlement de Normandie en 1730
- Jean-Baptiste de Pontcarré de Viarmes (1702-1775), intendant de Bretagne, puis prévôt des marchands de Paris
- Madeleine Hélène Camus de Pontcarré (1705-1766), épouse du général François de Lastic de Sieujac (1706-1772), d'où François de Lastic
- Jeanne Camus de Pontcarré (1705-1775), dite Madame d'Urfé, épouse du marquis Louis-Christophe de La Rochefoucauld-Langeac, liée au comte de Saint-Germain, au comte de Cagliostro et à Casanova
- Marie Jeanne Geneviève Camus de Pontcarré (1712-1753), épouse du général Louis de Lespinay
- Marie-Madeleine Camus de Pontcarré (-1755), épouse de l'intendant Louis Balthazar de Ricouart d'Hérouville

Son portrait a été peint par Hyacinthe Rigaud en 1705 contre 150 livres.

## Sources
Cet article comprend des extraits du Dictionnaire Bouillet. Il est possible de supprimer cette indication, si le texte reflète le savoir actuel sur ce thème, si les sources sont citées, s'il satisfait aux exigences linguistiques actuelles et s'il ne contient pas de propos qui vont à l'encontre des règles de neutralité de Wikipédia.